# 向山淳
向山 淳（むこうやま じゅん、1983年11月19日 - ）は、日本の政治家。自由民主党所属の衆議院議員（1期）。

## 来歴
埼玉県川口市生まれ。父の仕事の都合によって、中学卒業までの間に2歳から4歳までをペルー、11歳から14歳までをアメリカ合衆国、14歳から15歳までをアルゼンチンと移り住んだ。
慶應義塾女子高校卒業後、慶應義塾大学法学部政治学科に進学し卒業。
三菱商事で13年間勤務。主にインターネット決済事業、電力や港湾などのインフラ投資に従事。北海道出身で同僚であった夫と結婚し、カナダトロントに駐在。カナダではカナダ三菱商事インフラ金融部長、兼、OMERS（オンタリオ州地方公務員年金基金）の戦略投資部に出向し、欧米豪の発電所・港湾・高速道路等のインフラ投資や中小企業の企業再生投資等に従事した。その後、夫の転勤時に退職し主婦として妊活に集中するも、不妊に悩む。その経験をきっかけに政治家を目指すことを決意。政策を学ぶため留学を決意し、合格通知を受け取ったところ妊娠も発覚。誕生した0歳の娘を連れ、神山財団の奨学金を受けてハーバード大学に娘と2人で私費留学した。
修了後はアジア・パシフィック・イニシアティブ主任客員研究員として新型コロナ民間臨時調査会に参加したほか、自由民主党デジタル社会推進本部Web3PTワーキンググループメンバーやコロナ危機下の育児と仕事の両立を考える保護者有志の会発起人、向山政策ラボ代表などとなった。
2022年7月の第26回参議院議員通常選挙では執行部の比例区の女性比率を3割にするとの方針により、急遽、公示の6週間前に自由民主党公認を受けて立候補したが、20,638票の獲得に留まり落選。
その後、夫の家族がいる函館での次期衆院選の公募に応募し、2023年7月に自由民主党北海道第八選挙区支部長に就任。2024年4月、学校法人野又学園の元理事長の野又肇が「向山じゅん連合後援会」の会長に就任した。
2024年10月15日、第50回衆議院議員総選挙が公示され、北海道8区からは向山、立憲民主党現職の逢坂誠二、日本共産党新人の元函館市議会議員の本間勝美の計3人が立候補した。逢坂は比例名簿には登載されなかった。10月25日、読売新聞は終盤情勢を発表。「優勢だった逢坂を向山が追い上げ、接戦となっている」と報じた。10月27日、総選挙執行。投票締め切りの20時直後に北海道文化放送は逢坂の当選確実を報じ、逢坂は6期目の当選を果たした。自民党は比例北海道ブロックで3議席を獲得。単独1位の伊東良孝を除く2議席のうち、向山は2番目の惜敗率（84.909％）で初当選した。

## 選挙
| 当落 | 選挙                     | 執行日         | 年齢 | 選挙区      | 政党       | 得票数    | 得票率 | 定数 | 得票順位 /候補者数 | 政党内比例順位 /政党当選者数 |
| ---- | ------------------------ | -------------- | ---- | ----------- | ---------- | --------- | ------ | ---- | ------------------ | ---------------------------- |
| 落   | 第26回参議院議員通常選挙 | 2022年07月10日 | 38   | 比例区      | 自由民主党 | 2万638票  | ーー   | 50   | /                  | 30/18                        |
| 比当 | 第50回衆議院議員総選挙   | 2024年10月27日 | 40   | 北海道第8区 | 自由民主党 | 8万3006票 | 43.13% | 1    | 2/3                | 3/3                          |

## 人物
- 愛称は「むこじゅん」で自身のYouTubeチャンネルやSNSアカウントでこの呼称を使用している[16]。
- 夫はLuupの取締役・執行役員の向山哲史[1][2]。
- 衆議院に初登院した2024年11月11日、本会議開始前の議場において、向山はスマートフォンで同僚議員の福田かおるの写真を撮った。衆議院規則第21１条では「議員は、議院の品位を重んじなければならない」と定められており、議員の議場内での撮影を禁止するものと解釈されている。その後、向山はXにおいて謝罪した[17][2]。自民党幹部は向山と福田を口頭で注意し、11月13日の議院運営委員会の理事会で自民党の理事が陳謝した[18][19][20][21]。この撮影の件は11月13日にYahooのトップページにも掲載された。一方、古市憲寿は、12日に「なぜ議場が撮影禁止かを合理的に説明できるんだろうか。テレビカメラもあるから保安上の理由ではない。どうしてダメなの」とXで（旧Twitter）主張した。
- 2024年12月8日にNHKの日曜討論の「新人議員に問う 目指す政治・社会は」に自民党の新人として出演。[22] SNSでの政治活動、政治資金の問題、現役世代への対応や、少数与党として迎える国会論戦などについて議論した。[23]

## 著書
共著
一般財団法人アジア・パシフィック・イニシアティブ著『新型コロナ対応・民間臨時調査会 調査・検証報告書』、ディスカヴァー・トゥエンティワン、2020年10月。ISBN 978-4799326800。